# Haute synagogue de Cracovie
La haute synagogue de Cracovie (en polonais Synagoga Wysoka, en yiddish : הויכע שול ) est une synagogue située dans le quartier de Kazimierz à Cracovie en Pologne. 

## Histoire
En 1556, le marchand Israël Kaufmann a demandé l'autorisation de construire une synagogue. Cela a été accepté, le bâtiment est achevé en 1563.
La haute synagogue a été construite sur deux étages. La salle de prière était à l'étage supérieur, et il y avait probablement des stalles au rez-de-chaussée. Ce type de construction est unique en Pologne. Elle venait probablement d'Italie.
Le bâtiment a été reconstruit plusieurs fois après des incendies. En 1939, la synagogue est fermée.
D'importants travaux de restauration ont eu lieu de 1969 à 1972. En 1997, le bâtiment a été rendu à la communauté juive de Cracovie. Il est utilisé pour des expositions et des concerts depuis 2005. L'ancienne synagogue peut être visitée.

## Galerie

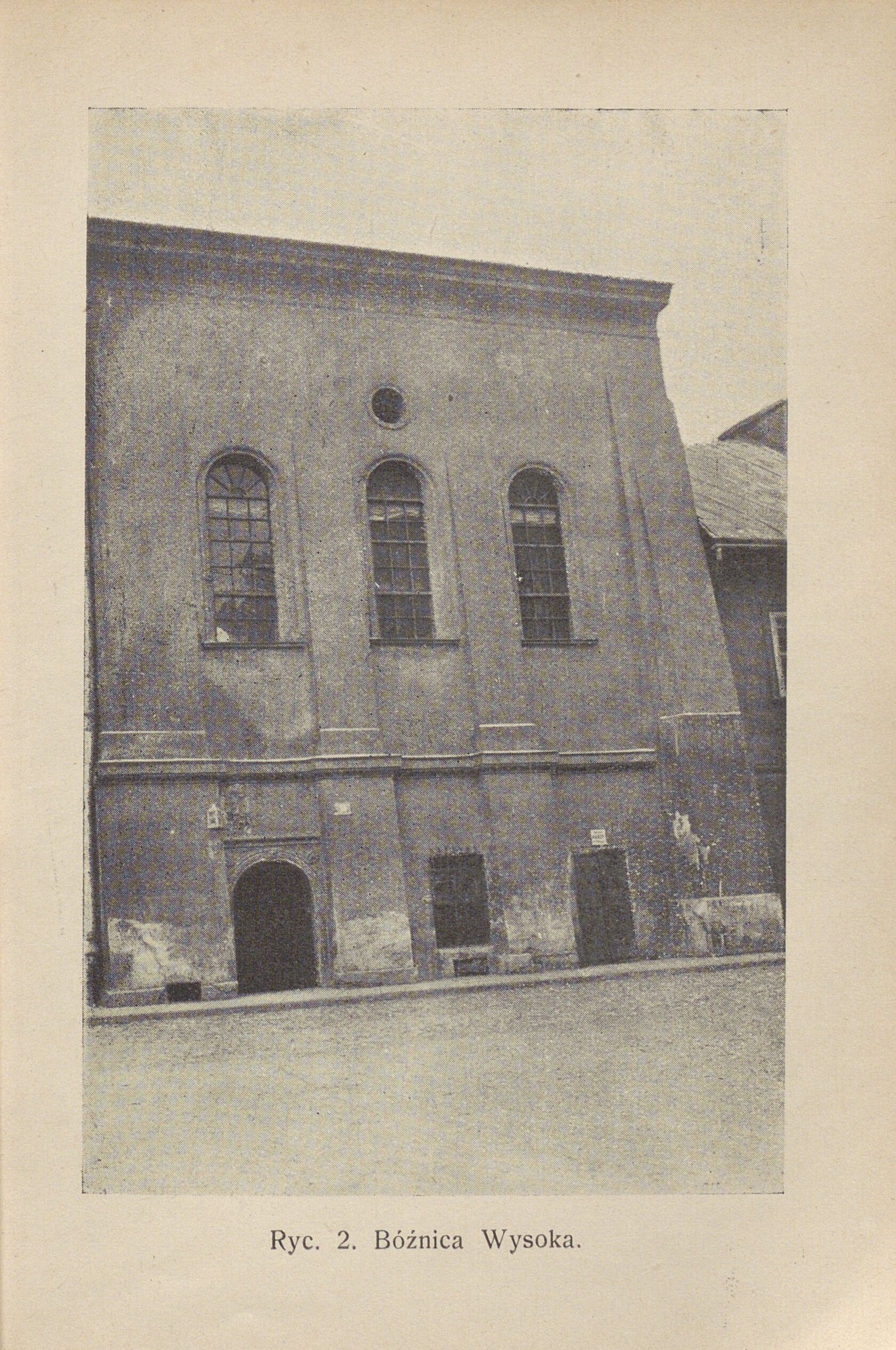
Photographie de la Synagogue prise en 1935.
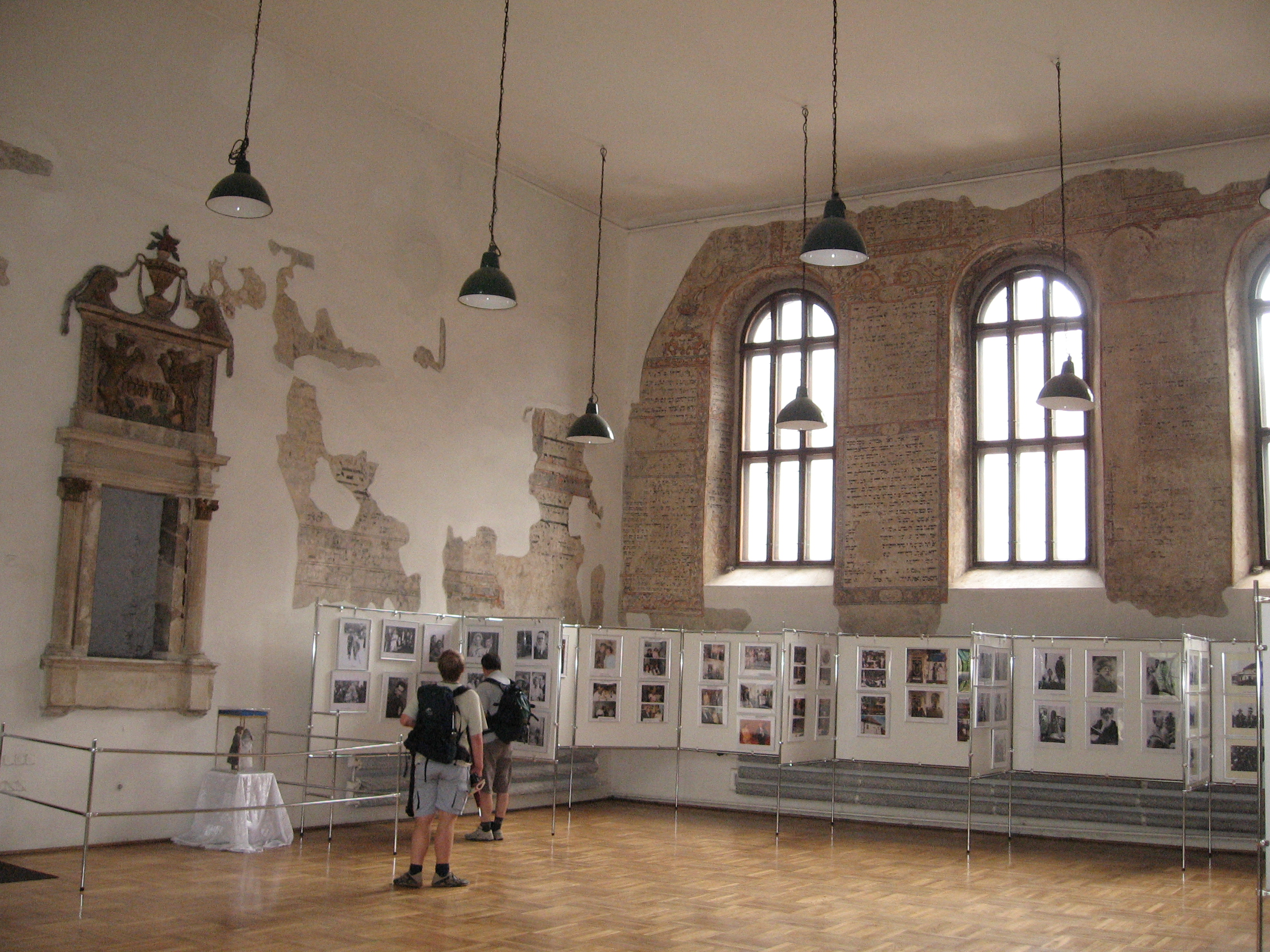
Intérieur de la synagogue.
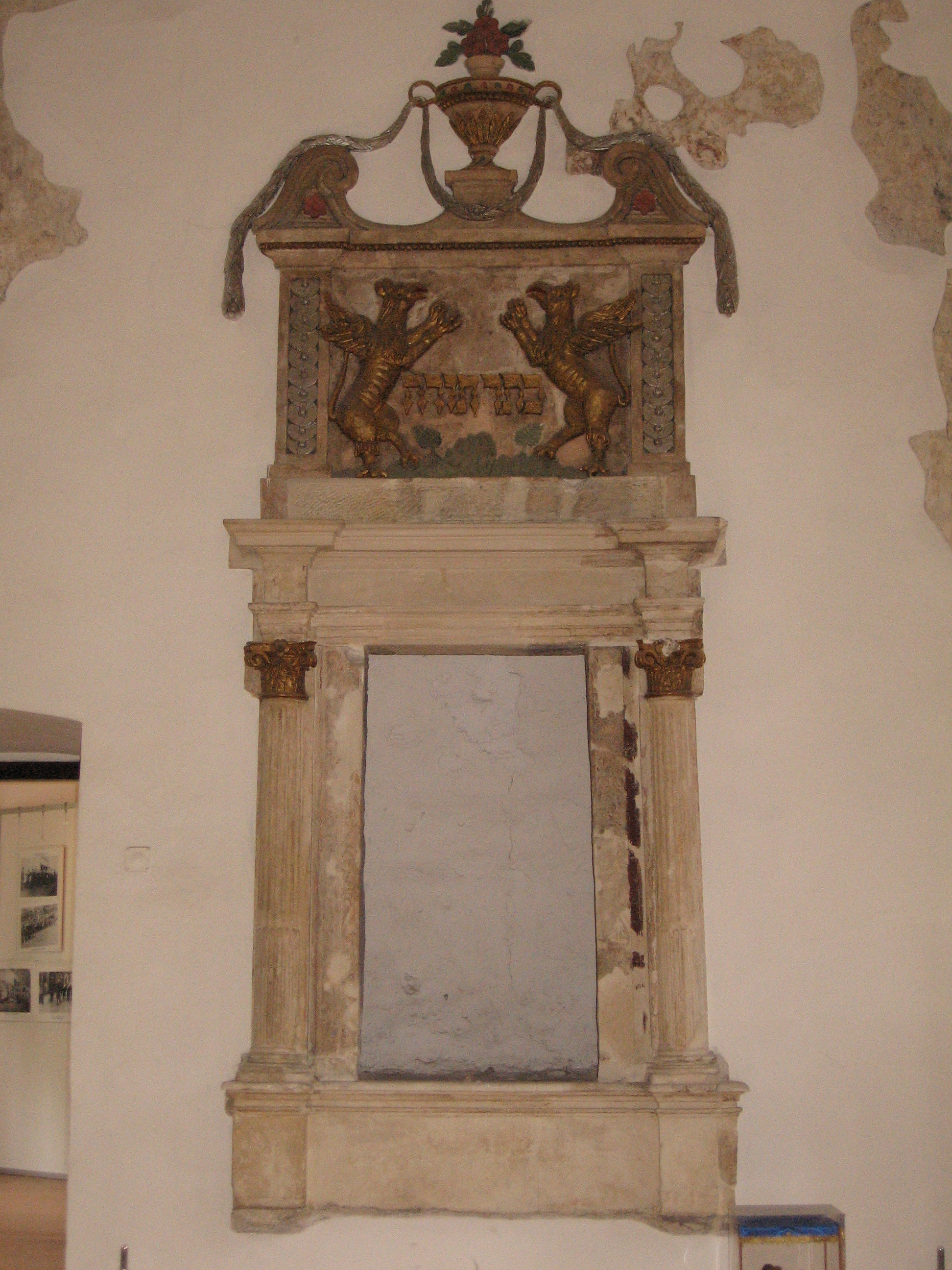
Arche sainte.
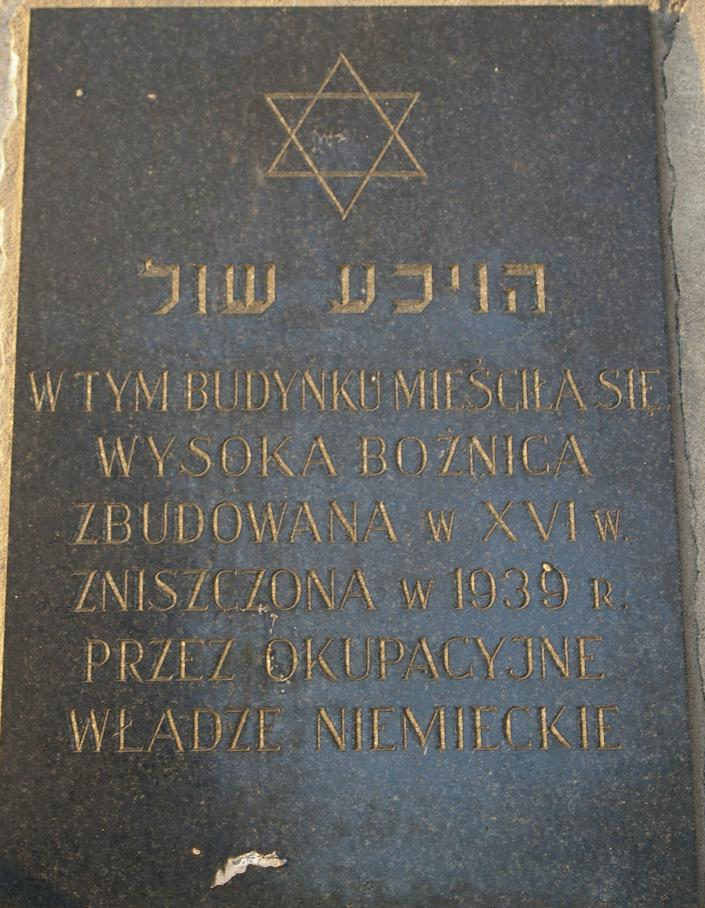
Plaque commémorative.

## Liens web
- La Haute Synagogue